# بيل ريد
وليام رونالد "بيل" ريد الابن، (12 كانون الثاني\يناير 1920 - 13 آذار\مارس 1998)، فنّان كندي تتضمن أعماله تصميم المجوهرات والنحت وتصوير الشاشة الحرارية والفنون التشكيلية. . عُرضت بعض أعماله الرئيسية على ورقة 20 دولار الكندية في "سلسلة الرحلة الكندية (2004-2012).

## نشأته
ولد وليام رونالد ريد الابن، ويعرف باسم بيل، في فيكتوريا (كولومبيا البريطانية)؛ والده أمريكي الجنسية وليام رونالد ريد الأب وهو من أصول اسكتلندية ألمانية ووالدته صوفي غلادستون ريد من عشيرة كاداس غاه كيغواي، معروفة أكثر باسم هايدا، إحدى الأمم الأولى الكندية في ساحل المحيط الهادئ.
أبدى ريد اهتماماً بفنون الهايدا أثناء عمله كمذيع في راديو سي بي سي، حيث درس أيضاً صناعة المجوهرات في جامعة رايرسون.
تزوج بيل ريد بعمر 29 من امرأة تدعى مايبل، أنجب منها طفلاً ثم تبنى طفلاً آخر.

### أهم الأعمال والجوائز
أشهر أعمال ريد وأكثرها شعبية هي ثلاث منحوتات برونزية كبيرة، تصوّر اثنتان منها قارب الكانو ممتلئاً بشخصيات بشرية وحيوانية: أحداها سوداء «روح هايدا غواي» وهي معروضة في السفارة الكندية في واشنطن دي سي في الولايات المتحدة، والمنحوتة الثانية خضراء «كانوا اليشم» وهي معروضة في مطار فانكوفر الدولي في كولومبيا البريطانية. أما المنحوتة الثالثة «سيد عالم تحت البحار» فتمثّل حوتاً قاتلاً وهي مثبتى في حوض فانكوفر المائي. ثمة منحوتات أخرى جصّية معروضة في المتحف الكندي للحضارة في غاتينو.

OBC ribbon

## الأرث والتكريمات
تلقّى ريد العديد من التكريمات في حياته، منها درجة فخرية من جامعة تورنتو وجامعة فيكتوريا في كندا، وجامعة ويسترن أونتاريو وجامعة يورك وجامعة ترينت. حصل على جائزة الإنجاز القومي للسكان الأصليين وجائزة إندسباير عن فئة إنجاز مدى الحياة وذلك عام 1994 مُنح عضوية الأكاديمية الكندية الملكية للفنون.
في 30 نيسان (أبريل) 1996، أصدر البريد الكندي طابع بريد موضوعه «روح هايدا غواي، 1986-1991، بيل ريد». وقد صمم الطابع الفنان بيير-إيفز بيليتير من وحي منحوتة «روح هايدا غواي» الموجودة في السفارة الكندية في واشنطن العاصمة. كانت قيمة الطابع 90 سنتاً وأبعاده 12.5 × 13.
استخدمت اثنتان من منحوتاته وهما «الغراب والرجال الأوَل» و«روح هايدا غواي» كصور على الأوراق النقدية من فئة 20 دولار والتي أصدرها بنك كندا في سلسلة 2001-2004 بعنوان «الرحلة الكندية، 1935 حتى الآن».

## سنواته الأخيرة
شارك ريد في حصار قطع أشجار الطرق الذي ساعد في إنقاذ الغابات المطيرة في منتزة غواي هاناس الوطني. توقّف عن العمل في إحدى المنحوتات في واشنطن العاصمة أثناء فترة الاحتجاجات على تدمير غابات هايدا غواي.
كرّس ريد ما تبقى من حياته لإنشاء أعمال جديدة. لكنه توفي في 13 آذار (مارس) 1998 بسبب مرض باركنسون في فانكوفر. في تموز (يوليو) 1998، قام أصدقاءه وأقاربه بالتجديف في القارب لوتاس وهو قارب
كبير من خشب الأرز نحته ريد لمعرض إكسبو 86 في رحلة استغرقت يومين على طول ساحل المحيط الهادي لإحضار رماد جثته إلى جزيرة تانو موقع قريته الأم في كليو الجديدة.

## صور

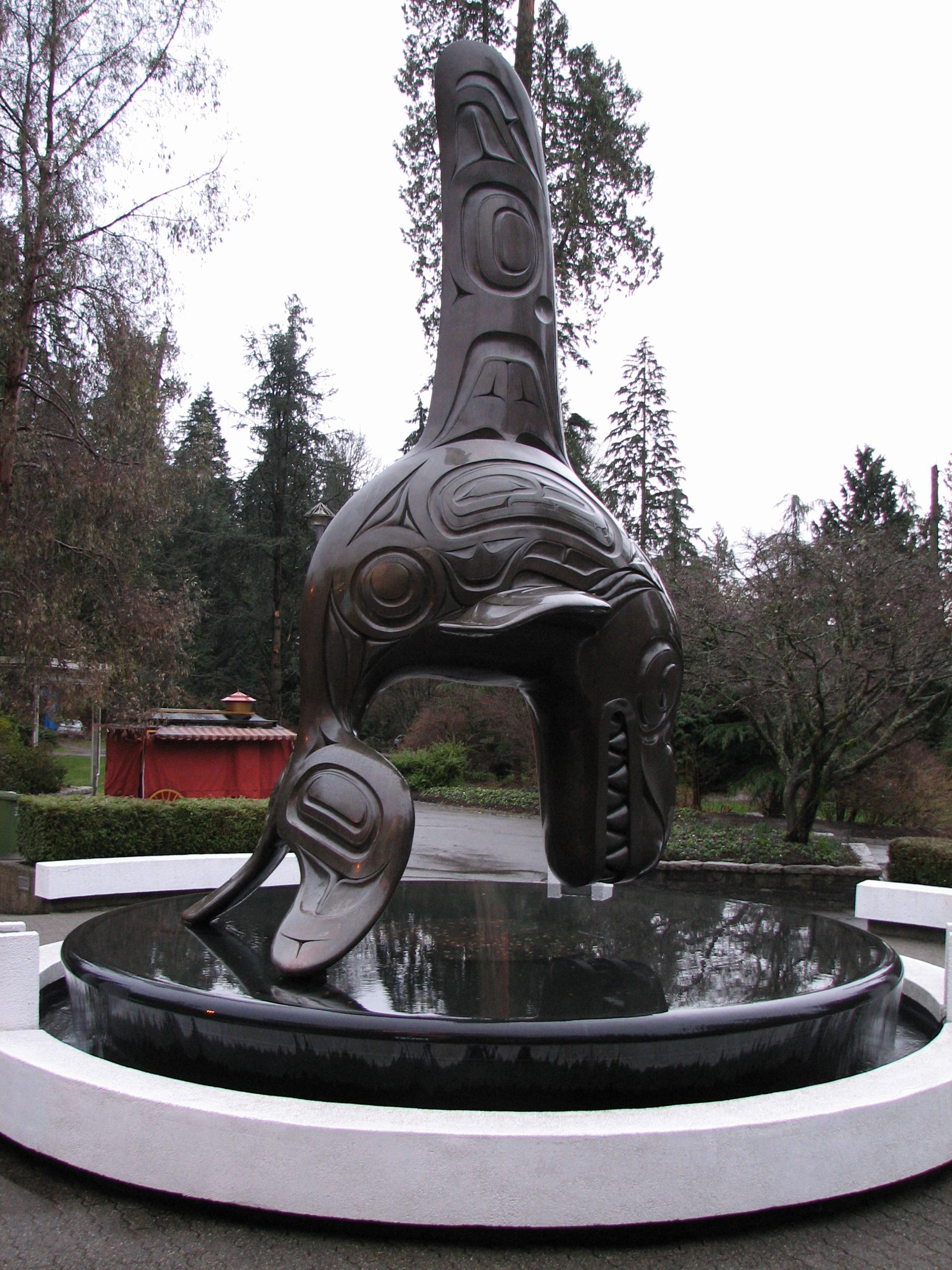
سيد عالم تحت البحار, حوض فانكوفر المائي
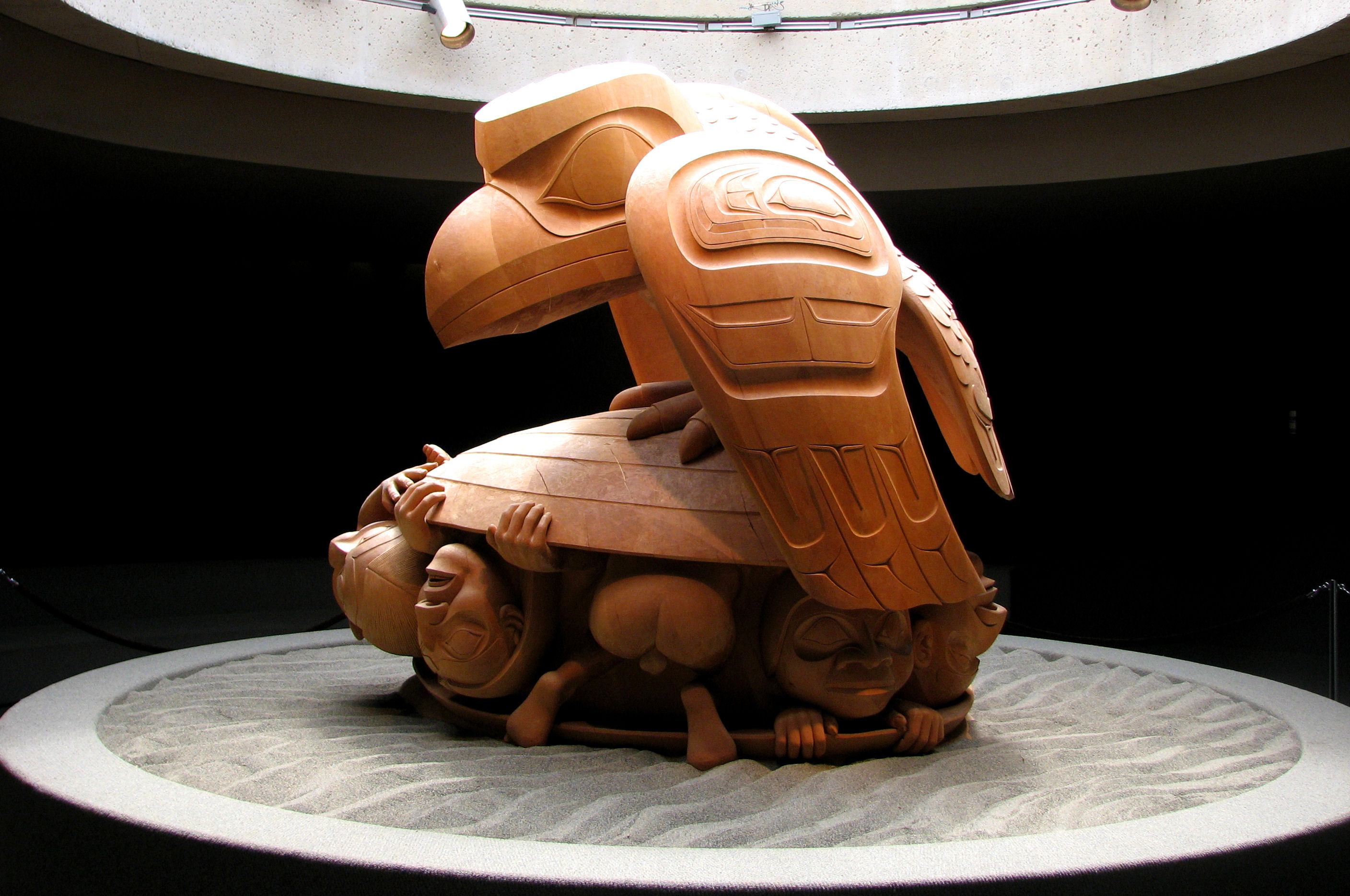
الغراب والرجال الأوَل، متحف UBS لعلم الإنسان. ثمثل جزءاً من أسطورة الخلق لدى قبائل هايدا. الغراب يمثّل شخصية تريكستير المعروفة في الكثير من الأساطير.
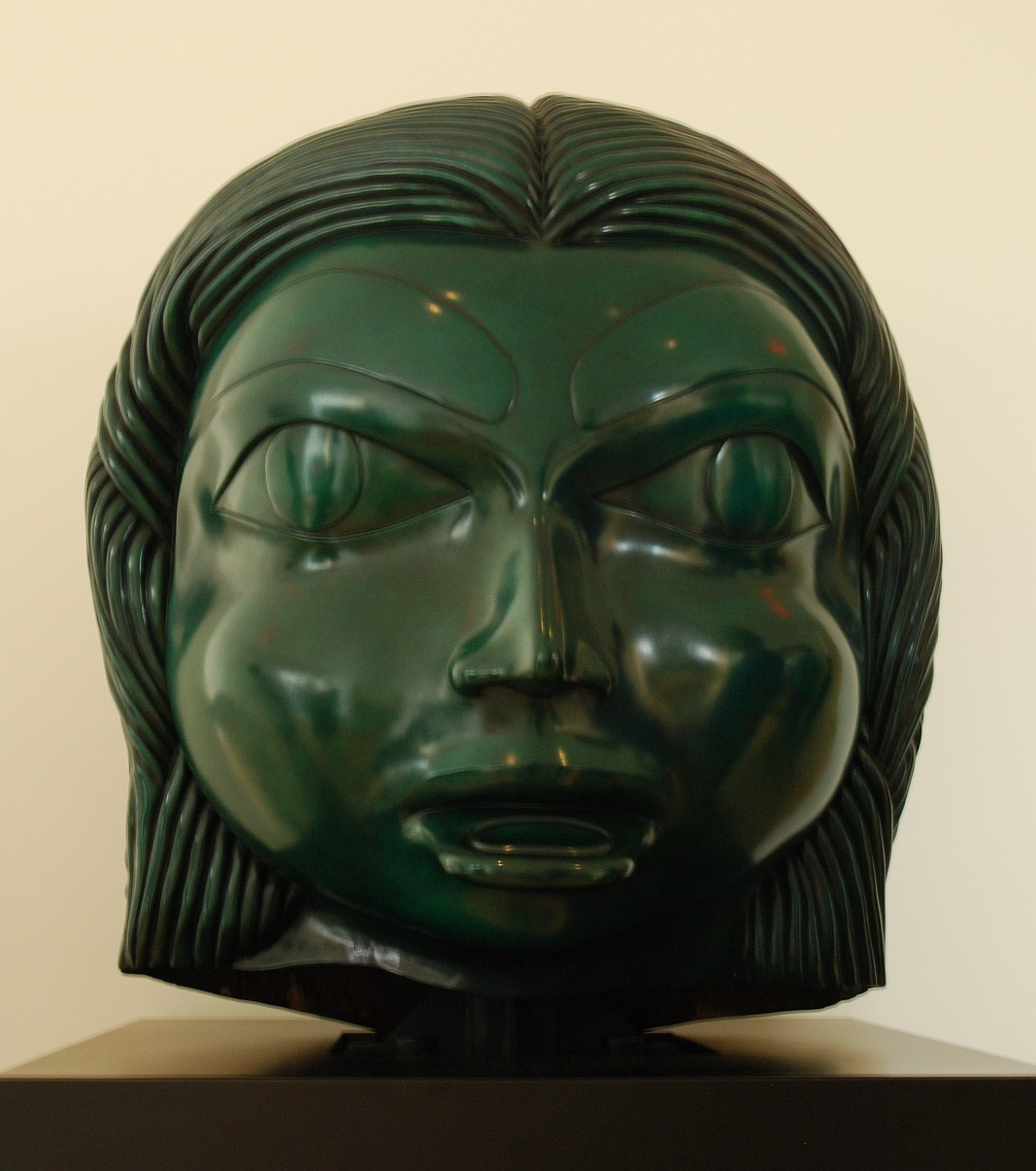
الدب الأم، أوتاوا، أونتاريو
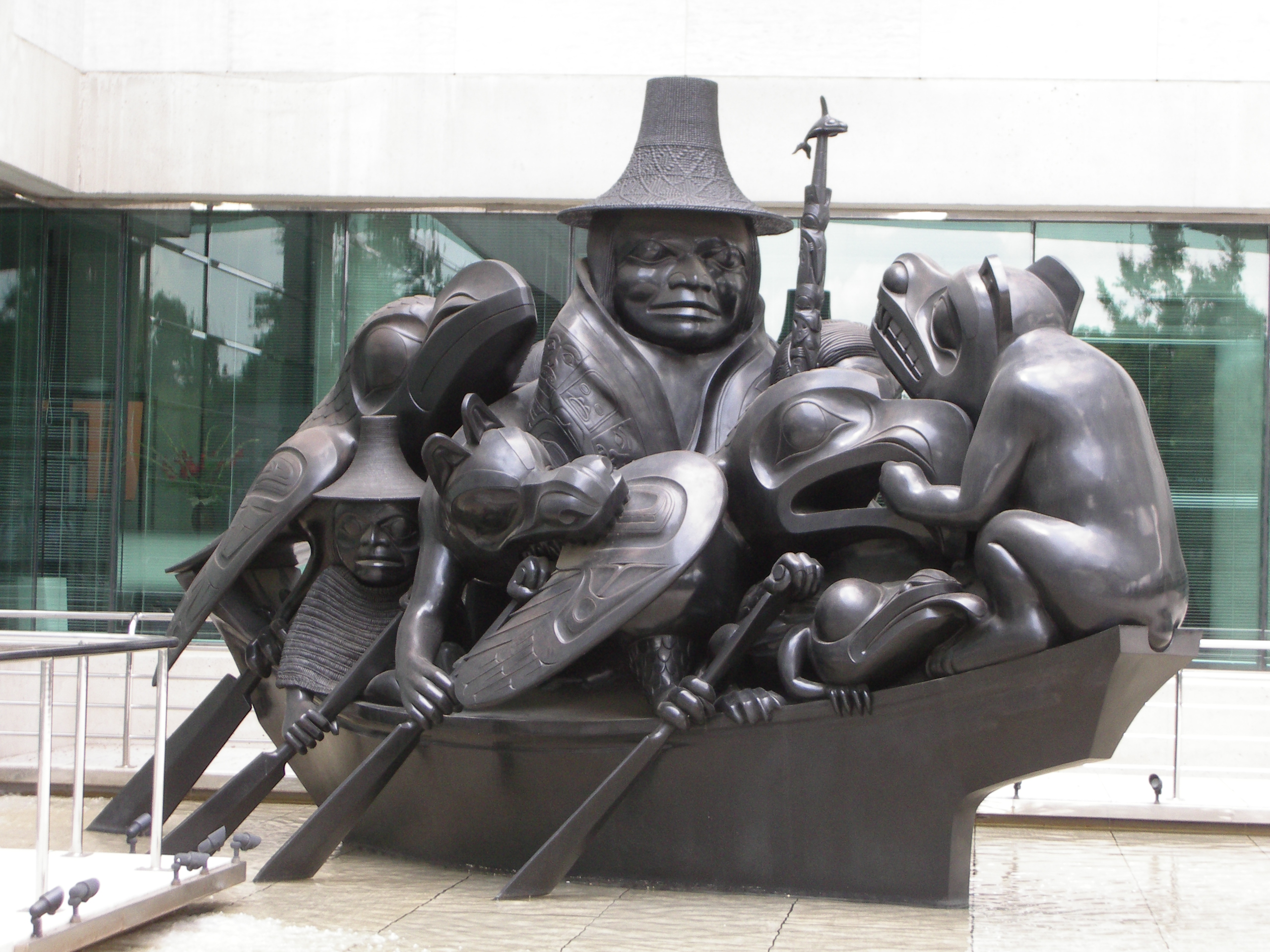
روح هايدا غواي (القارب الأسود)، السفارة الكندية في واشنطن العاصمة، الولايات المتحدة

## وصلات خارجية
- مؤسسة بيل ريد
- معرض دوغلاس رينولد (فانكوفر، بريتيش كولومبيا، كندا)
- "Bill Reid", 1979 NFB documentary
- "The Life and Legend of Bill Reid", CBC Digital Archives
- The Raven's Call / L'Appel du Corbeau virtual exhibition from the Virtual Museum of Canada